# Жилинцы (Шепетовский район)
Жилинцы (укр. Жилинці) — село в Шепетовском районе Хмельницкой области Украины.
Население по переписи 2001 года составляло 490 человек. Почтовый индекс — 30422. Телефонный код — 3840. Занимает площадь 125 км². Код КОАТУУ — 6825585803.

## История
В военной истории Жилинцы стали широко известны после сражения произошедшего здесь 7 (18) июня 1792 год во ходе русско-польской войны 1792 между частями русской императорской армии под командованием генерала И. И. Моркова и армией Речи Посполитой под началом Юзефа Понятовского. После окончания этой битвы обе стороны приписывали победу себе.

## Местный совет
30421, Хмельницкая обл., Шепетовский р-н, с. Плесна, ул. Ленина, 27